# Papieska Rada ds. Kultury
Papieska Rada ds. Kultury, Papieska Rada Kultury (łac. Pontificium Consilium de Cultura) była jedną z dykasterii kurii rzymskiej działającej przy Stolicy Apostolskiej. Rada zajmowała się relacjami Kościoła ze światem kultury i nauki, promując szczególnie dialog między różnymi kulturami współczesnego świata. Rada odpowiada m.in. za udział Stolicy Apostolskiej w wystawach światowych EXPO oraz Biennale Sztuki i Architektury w Wenecji.
Do zniesienia dykasterii funkcję przewodniczącego rady pełnił kardynał Gianfranco Ravasi.

## Historia
Radę utworzył 20 maja 1982 papież Jan Paweł II. W 1993 na mocy motu proprio Inde a Pontificatus włączył do Rady Sekretariat ds. niewierzących. W związku z reformą Kurii Rzymskiej ogłoszoną w konstytucji apostolskiej Praedicate Evangelium z dniem 5 czerwca 2022 Papieska Rada ds. Kultury została zniesiona a jej uprawnienia, wraz z uprawnieniami zniesionej Kongregacji Edukacji Katolickiej utworzono Dykasterię ds. Kultury i Edukacji.

## Poprzedni przewodniczący Rady
- kardynał Gabriel-Marie Garrone (20.05.1982 – 19.04.1988)
- kardynał Paul Poupard (19.04.1988 – 03.09.2007)
- kardynał Gianfranco Ravasi (03.09.2007 – 05.06.2022)

## Ostatni zarząd Rady
- Przewodniczący: kard. Gianfranco Ravasi (03.09.2007–05.06.2022)
- Delegat: bp Carlos Alberto de Pinho Moreira Azevedo (11.11.2011–05.06.2022)
- Sekretarz: bp Paul Tighe (28.10.2017–05.06.2022)
- Podsekretarz: ks. Melchor Sánchez de Toca y Alameda (14.04.2004 – 05.06.2022)
- Podsekretarz pomocniczy: prał. Carlo Maria Polvani (26.07.2019–05.06.2022)